# 冯丹宇
冯丹宇（1962年3月1日—）安徽巢县人，中国人民解放军海军中将。

## 生平
冯丹宇毕业于大连舰艇学院，曾先后在中国人民解放军海军北海舰队某部、国防科工委工作。2003年，任中国人民解放军总装备部军兵种装备部海军局局长。2005年12月，出任中国人民解放军总装备部军兵种装备部副部长。2010年12月，接替升任中国人民解放军总装备部科学技术委员会副主任的陈再方少将，担任中国人民解放军总装备部军兵种装备部部长。2014年12月，转任中国人民解放军总装备部综合计划部部长。2016年7月，出任新组建的中央军委装备发展部副部长。2017年8月，任中国人民解放军海军副司令员。
2005年7月晋升海军少将军衔。2019年6月晋升海军中将军衔。

## 家庭

### 祖父母
- 冯玉祥[1][2]
- 李德全[1][2]

### 父母
- 冯洪达，是冯玉祥、李德全夫妇最小的儿子，曾任中国人民解放军海军北海舰队副司令员[1][2]
- 余华心，余心清之女[1][2]

### 兄弟姐妹
- 冯丹龙，美国辉瑞制药中国企业事务部总监、九三学社中央委员会委员，第十二届全国政协委员[1][2]。